# تساو روي
.
الإمبراطور تساو روي () (204 أو 205 – 22 يناير 239) هو الإمبراطور الثاني لمملكة تساو واي خلال فترة الممالك الثلاث.

## ولادته
تساو روي هو ابن ساو بي و حفيد ملك واي تساو تساو
ووالدته زوجة يوان شي ابن الجنرال يوان شاو فعندما سقطت جي زي بيد تساو تساو تزوجها تساو بي وأنجبت له تساو روي سنة 204 م أو 206 [بحاجة لمصدر]

## النشأة
عقب هزيمة يوان شاو في الحرب أهدى تساو تساو إبنه تساو بي زوجة يوان شي ابن يوان شاو لإبنه تساو بي وبعد زواجه منها أنجبت له بعد 8 شهور تساو روي وكان تساو بي غاضبا جدا بسبب اعتقاده بإنه ابن يوان شي لذلك أرسله مع أمه عندما أصبح إمبراطورا للإقامة في بينغ وأعطاه لقب بينغ يوان فقط ولم يعينه في منصب ولي العهد وعندما تزوج تساو بي مجددا أنجب طفلا سماه تساو ري وهو شبيه باسم تساو روي بعدها أجبر تساو بي والدته على الانتحار.

## تقلده العرش
لم يقم الإمبراطور تساو بي بتعيين أي أمير في منصب ولي العهد لكن تساو بي عندما توفي في 226 توجه كإمبراطور لواي بالرغم من شكه أنه ليس من عائلة تساو.
كان تساو روي شخصية ذكية وشجاعة وقادرة ولعل أبرز الأمور التي أظهر فيها ذكائه هو إجادة تعيين المسؤولين أمثال سيما يي.

## وفاته
بعد أن تمت هزيمة جوكيه ليانغ سنة 234 ووفاته على يد سيما يي لم يعش الإمبراطور تساو ري بعدها إلا 6 سنوات وعندما توفي سنة 239 ميلادية عهد لإبنه بالتبني تساو فينغ الذي كان يبلغ 10 سنوات وقام تساو ري بتعيين تساو شوانغ ابن تساو زين في منصب الوصي على العرش

## حادثة مقابر غاوبينغ
توفي الإمبراطور تساو روي عن عمر يناهز 36 وعندما علم أنه سيموت قرر تعيين تساو شوانغ ابن عدو سيما يي اللدود تساو زين في منصب وصي على الإمبراطور تساو فينغ وورث تساو شوانغ حقد أبيه على عشيرة سيما وسيما يي بالأخص.
صادف يوم زيارة الأسلاف في مقابر غاوبينغ سنة 243 لكن تساو شوانغ كان حذرا ولم يخرج في البداية.
وكان الإمبراطور تساو بي قد أعطي له جارية تسمى جينغ شو فتزوجها سيما يي وكانت جاسوسة لتساو بي وبعدها تساو روي فصادف يوم ولادتها يوم زيارة الأسلاف.
فدس سيما لها السم وقتلها سرا وبعدها إدعى أن أصيب بجلطة وسيموت فخرج تساو شوانغ وهو مطمئن.
بعدها جمع سيما يي الجنرالات الذين يحبونه.
فذهب بهم للقصر الإمبراطوري وهناك أجبر الإمبراطورة الأم على إصدار أمر للجيش بقتل تساو شوانغ وتعيين سيما يي رئيسا للوزراء فوافقت تم وفي طريق العودة من غاوبينغ قتل سيما يي تساو شوانغ وبذلك أصبح سيما يي الأمر الناهي في مملكة واي.